# Habenaria novaesii
Habenaria novaesii är en orkidéart som beskrevs av Gustavo Gustaf Edwall och Frederico Carlos Hoehne. Habenaria novaesii ingår i släktet Habenaria och familjen orkidéer. Inga underarter finns listade i Catalogue of Life.